# Jean-Philippe Joaquim
Jean-Philippe Joaquim est un réalisateur de films documentaires actif en Polynésie française depuis 2008. Il a réalisé divers formats documentaires allant de 6 à 52 minutes pour les chaînes locales TNTV,  Polynésie la Première, mais aussi pour l’extérieur. Durant 10 ans en Polynésie, il a produit, réalisé et fait les images sur une multitude de projets pour différentes chaines TV : France 5, France Ô, ARTE, Polynésie première, TNTV, TV5 Monde… 

## Biographie

### Tatau
Diplômé d’un Master de recherche sur le tatouage en Europe, Jean-Philippe Joaquim arrive en Polynésie en tant que doctorant pour sa thèse consacrée au tatouage polynésien. Ses recherches aboutiront à un un premier film prometteur, “Tatau, la culture d’un art” qui reçoit le prix du SCAN, lors de l'édition 2015 du Festival International du Film Documentaire Océanien. La Polynésie est un nouveau champ d’étude pour lui, son premier film retrace «l’aventure de toute une nouvelle génération de tatoueurs qui ont su redonner du sens à une pratique trop longtemps déconsidérée voire dénigrée», explique le résumé du documentaire. «Tatau, la culture d’un art est l’histoire de la reconquête d’un nom et d’une fonction au sein d’une société qui se construit à travers les époques. C’est aussi un film qui nous montre comment un art considéré il y a à peine plus de trente ans comme une pratique répréhensible à su devenir à l’international un véritable ambassadeur de la culture polynésienne.» 

### Collection In Vivo
À la suite du succès de ce premier film, Joaquim s'associe au peintre et dessinateur Jonathan Bougard, qu'il semble avoir formé aux aspects techniques du métier, pour réaliser une collection de cinq nouveaux documentaires consacrés à des personnalités polynésiennes atypiques, la collection In Vivo. "Peinture naturaliste de la Polynésie contemporaine, In Vivo part à la rencontre de ceux qui à la marge de notre société, en assurent pourtant les fondations. Vivant à la frontière de la pauvreté, ils possèdent une richesse inestimable : la liberté ; et nous montrent la voie vers une certaine forme de bonheur." Explique le résumé de la collection. "In Vivo" est une mini-série documentaire expérimentale de cinq épisodes plongeant dans la vie purement îlienne de personnages emblématiques. Portraits intimes et lunaires de pratiques locales, strip-tease sans commentaire de la vie des hôtes des deux réalisateurs associés.
Le pilote de la collection était consacré au chanteur Barthélémy, un artiste ingérable que Jonathan Bougard connaissait bien. Le chanteur est décédé à la fin du montage, ce qui a accéléré la diffusion du film, diffusé en hommage le lendemain de sa disparition sur la chaîne TNTV. Suivront quatre autres films.
- Miko le chef voyant, s'intéresse à un chef coutumier, Chief Miko, personnage important dans le renouveau du tatouage polynésien[9]. On assiste dans ce film à une rencontre étonnante entre le plasticien allemand Andreas Dettloff et Chief Miko, qui coiffe son homologue teuton d'un casque colonial en plaisantant[10].
- Loulou le passeur, dresse le portrait d'un entraineur de vaa'a, la pirogue polynésienne[11].
- Sanson, l'art et le combat, suit le parcours de Sanson, un jeune coqueleur également peintre[12]. Le professeur Jean Guiart dresse un panorama des combats de coqs en Polynésie dans ce film.
- Patu la culture tatoo, revient au tatouage en suivant un jeune tatoueur dans son quartier de Mamao[13].

### Collection Bleu Océan
Jean-Philippe Joaquim réalise  ensuite deux documentaires de 26 minutes pour Polynésie la première dans la case Bleu océan, série de 10 documentaires produite par Les Films du Pacifique Tahiti & Mérapi Productions. Des portraits de personnes dont la vie est liée à la mer, dans le cadre de leur activité professionnelle, d’un loisir ou d’une pratique culturelle.
- Lili et Frédéric, les enfants des profondeurs[14]. Lili et Frédéric sont deux passionnés des fonds marins ; l’une habite à Papeete, et l’autre à Rangiroa. Au cours d’un séjour à Rangiroa, Lili va à la rencontre de Frédéric, car ce dernier est réputé pour ses sorties sous-marines dans l’univers spectaculaire des passes de Rangiroa et des Tuamotu. La rencontre de ces deux passionnés de l’Océan les amènera à discuter de leurs univers respectifs, tant ils ont de choses à partager. Et si Lili s’est prêtée au plaisir de la plongée en bouteilles, c’est maintenant à Frédéric de se lancer dans l’apnée, en compagnie de la meilleure professeure qui soit. Les enfants des profondeurs se veut une ouverture à une expérience initiatique, celle de l’océan d’abord, mais celle des esprits et des corps aussi. Ainsi, Lili et Frédéric nous emmènent dans leur monde fait d’esprit, de corps et d’Océan ; personne ne ressortira inchangé de cette rencontre et de cette plongée dans l’univers de l’autre.
- Mareva Nui, d'îles en îles[15]. Le Mareva Nui est un cargo qui ravitaille les îles éloignées de l'archipel des Tuamotu, un lien indispensable pour les populations. En transportant leurs marchandises vers et depuis les atolls les plus reculés de Polynésie française, Jean-Philippe et ses marins nourrissent, font travailler et aident au maintien des populations dans les îles où ils sont des moteurs d'économie capitaux[16].

### Collection Les Artisanes

#### Avril 2018
Dans la série "Les artisanes" (écrite par Pascale Berlin Salmon), nous partons dans chaque épisode à la découverte d'une femme, d'une île, d'un artisanat.
Douces immersions dans des univers chargés d'histoire, de légendes  et de savoir-faire. Durée 26 min.
- Sarah Et le savoir faire des femmes de Fatu Hiva. Dans cet épisode de la série "Les artisanes", nous allons à la rencontre de Sarah Vaki, une artisane de Fatu Hiva aux Marquises, qui nous dit tout ce qu'il faut savoir sur l'art du Tapa Marquisien.

### Collection Faa Hotu, saison 1 et 2

#### 2020-2021
Cette collection de dix documentaires est coréalisée par Jean-Philippe Joaquim et Marie-Hélène Villierme. Dans ces épisodes, Fa’a Hotu rend hommage à des professionnels considérés comme des piliers et mémoires vivantes de leurs activités, mais aussi à cette nouvelle génération qui croît en l’avenir économique de l’agriculture. Produit par la Vice-Présidence et Onésia Pacific Storytellers, Fa’a Hotu est une série de 10 magazines d'une durée unitaire de 13min sur l’agriculture en Polynésie. Chaque épisode présente une filière agricole au travers de 3 portraits : des professionnels de la filière qui partagent leur histoire et leur savoir-faire.
- Innovation et chimie verte. Et si l’innovation passait par la chimie verte? La chimie organique, celle du vivant. En effet, les recherches menées jusqu’à ce jour, ont conﬁrmé que les plantes polynésiennes contiennent des principes actifs parmi les plus puissantes au monde. A travers trois portraits, nous découvrons, dans ce dernier épisode, toute la richesse de la ﬂore des îles, ainsi que les perspectives d’ouverture qui peuvent porter la Polynésie sur le marché de la biotechnologie.
- Le noni. Utilisé en jus ou en cataplasme sur la peau, le noni est un produit naturel, reconnu pour renforcer le système immunitaire. Il fait partie de la parapharmacie, et n’est pas classé comme un médicament. À l’international, le noni polynésien est, d’ailleurs reconnu pour sa qualité et ses vertus. Cela fait plus de 20 ans, que le noni est exporté dans le monde. Pour les professionnels, la ﬁlière ne s’est jamais arrêtée, au contraire, elle s’est professionnalisée avec le temps.
- L'horticulture. La ﬂeur fait partie de l'identité polynésienne. C’est avec elle que l’on accueille, que l’on danse, que l’on embellit nos jardins, … elle fait partie de tous. Toutefois, la réalité est que de moins en moins de jeunes prennent la relève des anciens matahiapo pour cultiver et perpétuer ce lien avec les tiare. À travers ces trois portraits, on découvre des professionnels qui croient en la ﬂeur locale et qui encouragent à la préservation, au développement et à l’innovation dans ce secteur d’activité.
- Les auxiliaires de culture. Le brontispa attaque les cocotiers, la mouche des fruits a réduit la production des fruits et légumes. La lutte biologique contre les ravageurs peut s’avérer compliquée. Julie Grandgirard est entomologiste à la Direction de l’agriculture. Philippe Falchetto est arboriculteur et Vetea Skrzypczynski, responsable agricole à Hortiplus. Nous découvrons à travers leur portrait, la recherche et la surveillance permanente et la lutte quotidienne que mènent ces professionnels pour préserver les cultures polynésiennes.
- L'agrotransformation.
- La canne à sucre. Le cinquième épisode de «Fa’a Hotu», est consacré cette fois à la canne à sucre. En Polynésie, il existe plusieurs types de variétés de canne à sucre. Ces variétés permettent aux  rhumiers de produire un rhum reconnu à l’international. Aujourd’hui, ces distillateurs, regroupés en syndicat, souhaitent développer la filière. Pour en savoir plus, nous allons à la rencontre de David Moux et Laurent Masseron planteurs de canne à sucre et distillateurs de rhum, et de Marotea Vitrac président du syndicat de protection des distilleries et rhum agricole au fenua.
- Les feuilles comestibles.
- L'agriculture bio. Faire de l’agriculture biologique, c’est accessible à tous. Dans cet épisode, ces jeunes professionnels partagent leurs histoires mais aussi leurs savoir-faire, leurs astuces pour cultiver de manière simple et peu coûteuse. Ils sont convaincus que l’agriculture est un métier d’avenir, valorisant, où l’on gagne une ﬁerté à cultiver sa terre.
- Le bois.
- La filière ananas.

### Iconique Polynésie

#### Janvier 2021
"Iconique Polynésie est une série documentaire de 15 épisodes de 13 minutes. L’accent est donné sur la qualité des images soutenues par des mots simples de ceux et celles qui font vivre ces endroits de Polynésie, qui partagent leur culture, leurs savoir-faire, et leur environnement qui font rêver quiconque s’y aventure du regard. ICONIQUE POLYNESIE met en avant des sites culturels et touristiques parmi les plus emblématiques de Tahiti et ses îles. Chaque épisode met en lumière les merveilles de la Polynésie avec des images à couper le souffle, accompagnées par les mots de ceux et celles qui font vivre ces endroits. Ils partagent une culture, des savoir-faire et un environnement qui sont source de rêve pour beaucoup.
Le réalisateur, Jean-Philippe Joaquim, habitué à ce genre d’exercice, fait découvrir aux téléspectateurs la Polynésie par ses saveurs, ses paysages, et surtout par ses acteurs qui font vivre la culture.
- L'artisanat. Dans les rues de Papeete, l’artisanat local s’exprime sous bien des vitrines. Les matières sont variées et l’imagination des créateurs n’a pas de limite. Les formes de l’artisanat sont multiples, mais il en est une qui a particulièrement réussi cette transition entre l’époque ancestrale et la période moderne : le travail de la nacre.
- La perle noire de Polynésie. De Mangareva à Tahiti, suivez ce nouveau documentaire de la série consacrée à la filière de la perle noire en Polynésie. La première escale nous entraînera aux Gambier où nous avons rendez-vous avec un perliculture de l’île. Il nous expliquera les étapes de la formation d’une perle. Puis nous quitterons la ferme perlière pour rejoindre Tahiti, où se trouvent les plus grandes maisons de Perles de Polynésie. Nous aurons accès aux ateliers d’un grand bijoutier. Il nous montrera les différentes étapes du traitement des perles pour qu’elles deviennent des bijoux d’exception.
- Marae.

### Des goélettes au paradis: Mareva Nui, l'allié des Taumotu
Un voyage de 52 minutes à bord des navires qui sillonnent les eaux polynésiennes et relient les archipels. Dans le port de Papeete, le Mareva Nui, long d’une soixantaine de mètres, embarque 1250 tonnes de produits en tous genres, vers une vingtaine d’îles et d’atolls des Tuamotu. Il part en mer pour une quinzaine de jours, puis il revient au port pendant trois jours.

## Filmographie
- Tatau, la culture d’un art. 52'. 2014. Prix du SCAN FIFO TAHITI. Production émotion films.

### Collection In Vivo, avec Jonathan Bougard
- Barthélémy le dernier kaina. Sélection festival 50/1, Festival du film de Lama, FIFO Tahiti
- Miko le chef voyant. Sélection FIFIG
- Sanson, l'art et le combat.
- Loulou le passeur.
- Patu, la culture tatoo.

### Collection Bleu Océan
- Lili et Frédéric, les enfants des profondeurs.
- Mareva Nui, d'îles en îles.

### Collection Les Artisanes
- Sarah Et le savoir faire des femmes de Fatu Hiva.

### Collection Faa Hotu, saison 1 et 2, avec Marie-Hélène Villierme
- Innovation et chimie verte
- Le noni.
- L'horticulture.
- Les auxiliaires de culture.
- L'agrotransformation.
- La canne à sucre.
- L'agriculture bio.
- Le bois.
- La filière ananas.

### Collection Iconique Polynésie
- L'artisanat.
- La perle noire de Polynésie.
- Marae.